# Carl Reiser
Carl Reiser (* 5. Juni 1877 in Partenkirchen; † 17. Juni 1950 in Garmisch-Partenkirchen) war ein deutscher Maler. Er arbeitete in Öl, Gouache, Aquarell, erstellte Linolschnitte sowie andere Graphiken. Seine Themen waren Landschaften, Architektur, Blumen, Stillleben und Porträts.

## Leben
Reiser wurde als erster Sohn des königlich-bayerischen Posthalters Karl Roman Reiser im Posthotel Partenkirchen geboren. Dort im Stammhaus der Reiser verbrachte er seine Kindheit. Schon jetzt porträtierte er bei allen Gelegenheiten Menschen und Tiere seiner Umgebung. 1888 ging er nach Freising auf die königliche Realschule und schloss dort 1894 seine schulische Laufbahn mit der Absolutorialprüfung ab. Er begann dann seine Ausbildung im Hotelfach, die er abrupt während eines Volontariats 1898 in London abbrach. Es folgten zwei Jahre in Montreux und Paris.

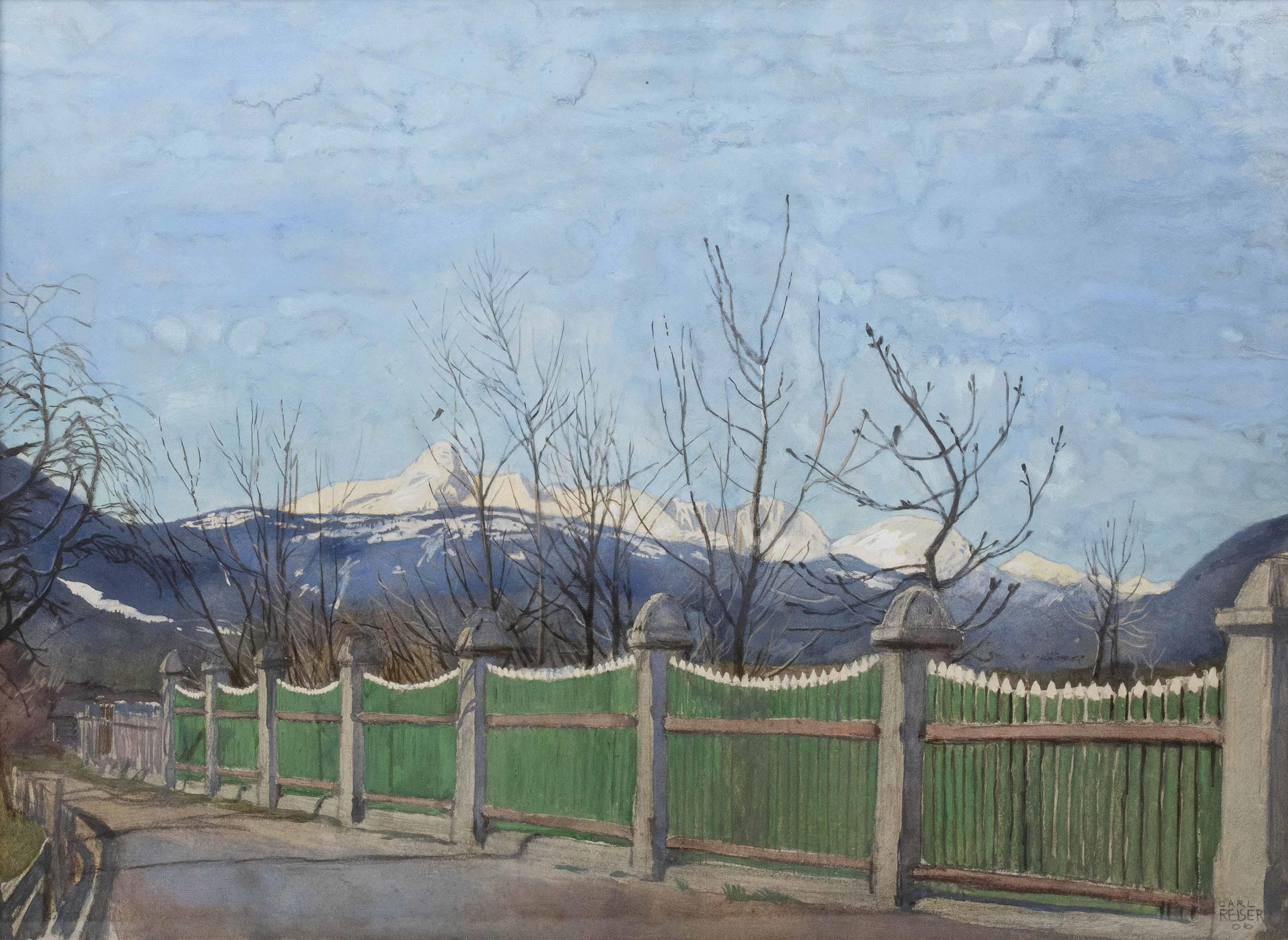
Grüner Staketenzaun mit Gebirgskulisse, 1906

In Paris suchte er die Privatakademie Académie Julian auf. Erst um 1900 kam er nach Partenkirchen zurück und studierte dann an der Akademie der Bildenden Künste in München. Am 3. Mai 1901 schrieb er sich für das Fach Naturklasse an der Akademie in München mit der Matrikelnummer 2314 bei Professor Gabriel von Hackl ein. Doch stärker als die traditionellen Lerninhalte an der Akademie inspirierten ihn die Lehrmethoden an der privaten Malschule bei dem aus Jugoslawien stammenden Anton Ažbe. Ažbe gelang es, neben dem Münchener Naturalismus auch die modernen Farbtheorien der französischen Nachimpressionisten mit ihrer divisionistischen Maltechnik zu vermitteln. Anregung holte sich Reiser auch von Ažbes virtuoser Spachteltechnik. Er konnte dann als Gast seine Bilder in der 1892 gegründeten Münchner Secession ausstellen.

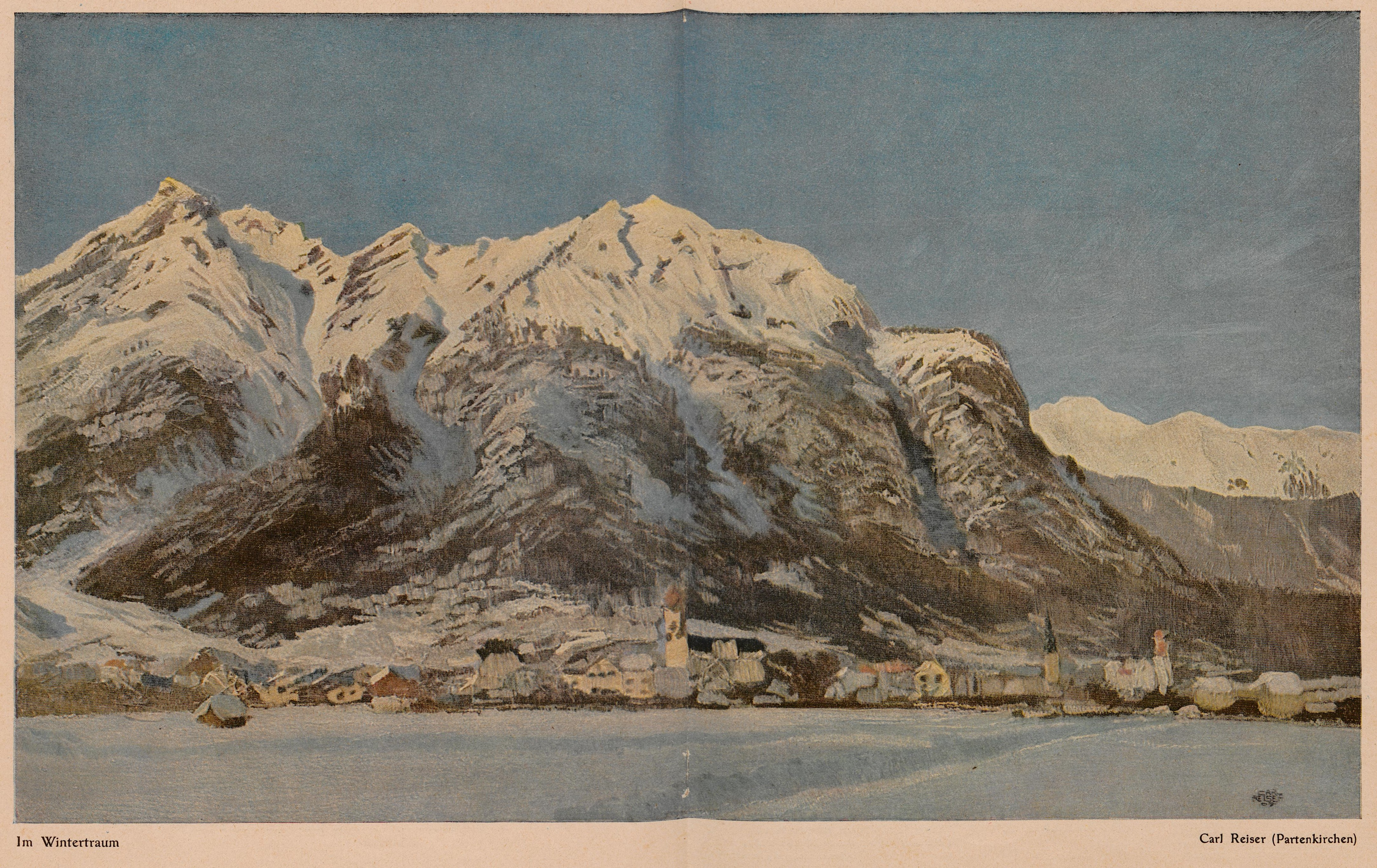
Im Wintertraum, 1907

Einen ersten Erfolg hatte Reiser als Winter- und Schneemaler im Jahre 1906 in einer Ausstellung im Münchner Glaspalast mit seinen Bildern "Spuren im Schnee" und "Sternennacht übern Wetterstein". Ab da erschienen seine Werke regelmäßig in der Jugend. Münchner illustrierte Wochenschrift für Kunst und Leben von Georg Hirth und Fritz von Ostini. 1913 erhielt er eine Silbermedaille bei der Weltausstellung in Paris, 1914 eine Goldmedaille bei der Internationalen Kunstausstellung in München. Seine Arbeiten erlangten im In- und Ausland Beachtung. 1915 kaufte die Neue Pinakothek in München sein "Palazzo Vecchio in Florenz" und die Secessionsgalerie erwarb seinen "Herbst in Schlattan". Als Landschafts-, Porträt-, Architektur-, Städte- und Stilllebenmaler verwandte er alle Techniken: Aquarell, Gouache, Tempera und Öl. Er benützte auch selbst hergestellte Eifarben. Daneben machte er auch Kohle- und Rötelzeichnungen. Sein Lieblingsmotiv waren vor allem immer wieder seine geliebten Werdenfelser Berge.
1914 brach der Erste Weltkrieg aus und Reiser diente als Vizewachtmeister im Artillerieregiment „Prinzregent Luitpold“. Nach Ende des Krieges 1918 kehrte er nach München zurück und eröffnete in der Görresstraße (Maxvorstadt) sein Atelier. Er machte sich in vielen Ausstellungen, oft im Münchener Kunsthaus Brakl, einen guten Ruf als Werdenfelser Landschaftsmaler.
1922 ehelichte er die Rosenheimerin Charlotte Bauer. Im Geburtsjahr seines einzigen Sohnes 1927 wurde ihm durch das Bayerische Kultusministerium der Titel "Professor für bildende Kunst" verliehen, was seinen beruflichen Weg steil nach oben führte. Infolge der NS-Machtübernahme 1933 gab er seinen Lehrstuhl an der Münchener Akademie und sein Atelier in der Görresstraße auf und kehrte ganz nach Partenkirchen zurück. Hier in Partenkirchen wurde er zum Vorsitzenden des „Werdenfelser Künstlerbundes“ gewählt. In seiner Funktion als Vorsitzender war er sehr rührig und um das Wohlergehen und den Fortbestand seiner Kollegen besorgt. Er geriet sehr schnell mit dem NS-Regime aneinander, weil dieses versuchte, alle wichtigen Posten mit Regime-treuen Vasallen zu besetzen. So bekam der gewachsene, 1902 gegründete Künstlerbund Werdenfels plötzlich Konkurrenz durch den im April 1933 ins Leben gerufenen Kampfbund für deutsche Kultur Ortsgruppe Garmisch-Partenkirchen. Beispielhaft für die daraus resultierenden Querelen wird angeführt, dass unter der Federführung des damaligen Ortsgruppenleiters Frank Heinz, Zahnarzt und damit völlig fachfremd, die für den Künstlerbund zur Verfügung gestellten Ausstellungsräume weggenommen wurden und somit die 1933/34 anstehende Winterausstellung mit Tombola zur Förderung der Künstler als unstatthaft untersagt wurde. Reiser wandte sich an die zuständige Kunstkammer und protestierte und verlangte Klärung, welche Mitgliedschaft für die Künstler bindend sei. Das NS-Regime verlangte den Eintritt in den Kampfbund. Unterstützt wurde Reiser durch seinen Kollegen Prof. Alexander Kanoldt. Dieser wandte sich ans Finanzamt Garmisch-Partenkirchen mit einem Bittschreiben, in dem er den charitativen und eben nicht gemeinnützigen Charakter der Winterausstellung herausstrich – beide Bemühungen verliefen ohne Erfolg und scheiterten am Regime. Nach der Kristallnacht 1938 wurde Carl Reiser als „Judenfreund“ diffamiert und schließlich abgesetzt. Er war jedoch 1938 und 1940 auf der Großen Deutschen Kunstausstellung in München vertreten. Hitler kaufte dort 1938 Reisers Ölgemälde „Alpspitze und Waxenstein“. 1940 wurde sein Ölgemälde „Geburtshaus des Führers in Braunau“ gezeigt.
Am 20. Juni 1950 erlag er völlig unerwartet einer Hirnblutung als Folge eines Motorradunfalles.

## Ehrungen
Ihm zu Ehren hat die Marktgemeinde Garmisch-Partenkirchen die frühere Frickenstrasse in die Prof.-Carl-Reiser-Strasse umbenannt.